# Bible moralisée

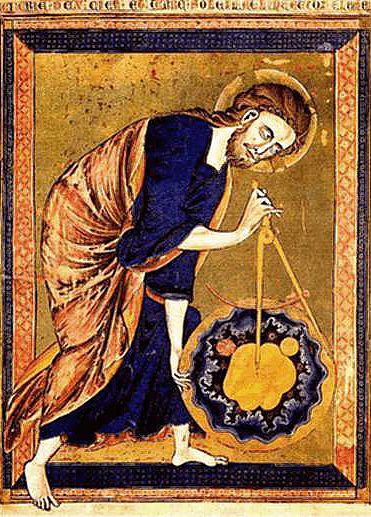
Christus die de wereld schept, miniatuur op het voorblad van de Weense Bible Moralisée Parijs ca. 1220-1230. Osterreichische Nationalbibliothek, Wenen 2554.

Een Bible moralisée is een verlucht handschrift waarin tekstfragmenten uit de Bijbel geïllustreerd worden aan de hand van telkens twee miniaturen. De eerste miniatuur geeft een voorstelling van het tekstfragment als dusdanig, de tweede toont theologische of allegorische taferelen die het tekstfragment ‘moraliseren’, verklaren in het licht van de leer van de kerk. De miniaturen zijn vergezeld van een korte tekst die het typologische verband tussen de beide beelden becommentarieert. Ondanks hun naam zijn het dus eigenlijk geen echte Bijbels. De naam die aan dit type van handschrift wordt gegeven stamt uit een van de exemplaren die tussen 1455 en 1460 in het atelier van Willem Vrelant in Brugge werden gemaakt en waar bij het begin van Genesis werd genoteerd: "Cy commence le premier livre de la bible moralizee translatee de latin en françois".

## Geschiedenis
Deze stripverhalen over de Bijbel ontstonden in de eerste helft van de dertiende eeuw in opdracht van het Franse hof. Het waren zeer kostbare boeken omwille van het grote aantal miniaturen die ze bevatten, sommige werken telden er meer dan vijfduizend. Dergelijke werken waren door hun kostprijs, maar ook door het feit dat men wel degelijk moest kunnen lezen om ze zinvol te kunnen gebruiken, zeker niet bedoeld voor het grote publiek. Waarschijnlijk werden de werken, omwille van hun theologische complexiteit, ook door de leden van het hof niet rechtstreeks gebruikt maar onder begeleiding van hun geestelijke raadgever. Er zijn veertien van deze ‘Bijbels’ bewaard gebleven.
De Bible Moralisée is niet te vergelijken met de Biblia pauperum die weliswaar ook een typologische vergelijking van het Nieuwe- en het Oude Testament weergaf, maar in tegenstelling tot de Bible Moralisée uitging van de evangelies en veel minder uitgebreid was.
Ook met de Historiebijbels, zoals de Historia Scholastica van Petrus Comestor hebben deze Bible Moralisées niets van doen.

## Opdrachtgever

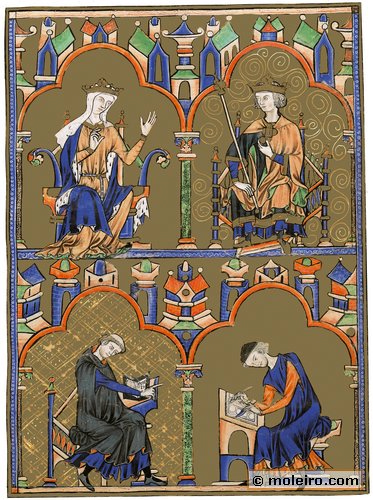
Bijbel van de Heilige Lodewijk - Fragment in de Pierpont Morgan Library, Opdrachtminiatuur

In de Bible Moralisée van Toledo op fol. 8 recto van het fragment bewaard in de Pierpont Morgan Library in New York vinden we een visueel colofon. De bladzijde is horizontaal in twee verdeeld door een architectonisch kader. In het bovenste gedeelte zien we een koningin en een jonge (baardloze) koning. De koningin lijkt iets uit te leggen aan de koning. Onderaan zien we links een geestelijke, herkenbaar aan de tonsuur, die instructies geeft aan de schrijver die een leek blijkt te zijn. Volgens John Lowden is dit een afbeelding die Blanche van Castilië en haar zoon Lodewijk IX voorstelt. De schrijver werkt aan een Bible Moralisée, wat duidelijk op de afbeelding te zien is en krijgt instructies van de geestelijke. Samenvattend zou men kunnen zeggen dat Blanche opdracht geeft om het boek te maken voor haar zoon en dat het wordt gemaakt onder de leiding van een geestelijke (theoloog).

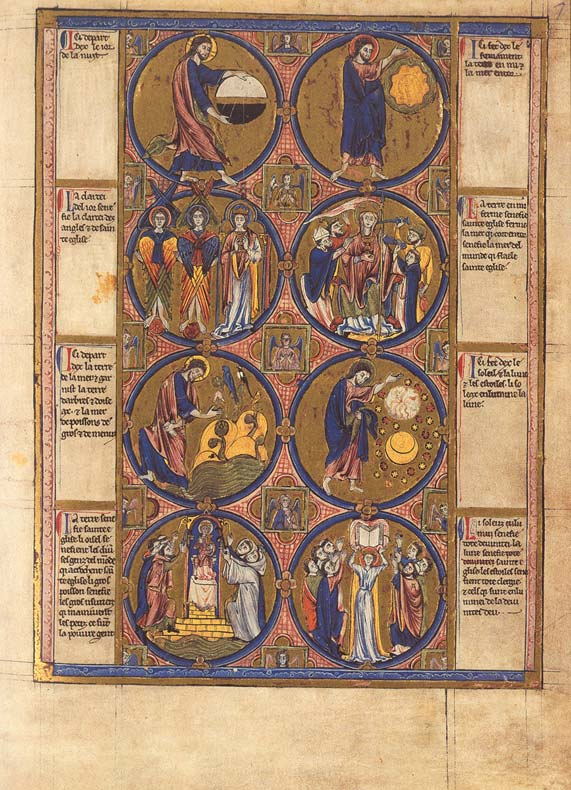
f1r van de Bible Moralisée Parijs ca. 1220-1230. Osterreichische Nationalbibliothek, Wenen 2554.

## Vormgeving
De vroegste van deze werken hebben allemaal ongeveer dezelfde lay-out. Op elke bladzijde zijn er twee kolommen met telkens vier miniaturen in een medaillon, zoals de glasramen in de gotische kathedralen. De bovenste miniatuur van elk tweetal geeft de scène uit het Oude Testament weer, de onderste de verklaring naar het nieuwe testament of de allegorische betekenis. Naast de miniaturen zijn er twee smalle kolommen met de verklarende tekst. De miniaturen zijn uitgevoerd op een achtergrond van goud en er werd overvloedig gebruikgemaakt van blauw en rood. In de eerste werken werden de miniaturen geschilderd op twee tegenoverliggende bladzijden, maar de achterzijde van het perkament werd telkens blanco gelaten. In latere werken werd het perkament langs de beide zijden gebruikt en schakelde men over op vierkante of rechthoekige miniaturen. Ook de gouden achtergronden blijven achterwege.

## Bewaarde manuscripten
- Wenen, Österreichische Nationalbibliothek, Codex Vindobonensis 1179 (1220-1226)
- Wenen, Österreichische Nationalbibliothek, Codex Vindobonensis 2554 (1220-1230)
- Oxford-Parijs-Harley (ca. 1233)
  - Oxford, Bodleian Library, Ms. Bodley 270b
  - Paris, BnF, Ms. latin 11560
  - London, British Library, Harley Ms. 1526-1527
- Toledo-Morgan (ca. 1233)
  - Toledo, Kathedraal van Toledo, Bible moralisée (Biblia de San Luis), 3 volumes
  - New York, Morgan Library and Museum, M. 240 (fragment)
- Londen, British Library, Add. 18719 (gekopieerd van de Oxford-Parijs-Harley ca. 1280)
- Parijs, BnF, Fr. 167 (1345-1355) – De Bijbel van Jan de Goede
- Parijs, BnF, Fr. 166 (midden 15e eeuw) – De Bijbel van Filips de Stoute
- Madrid, Biblioteca Nacional de España, Ms. 10232[7] (14e eeuw)
- Parijs, BnF, Fr. 9561[8] (1340 – 1350)
- Paris, BnF, Ms. latin 9471 (Heures de Rohan, beïnvloed door de Bible Moralisée)
- Rome, Biblioteca Apostolica Vaticana, Reg. lat. 25
- Londen, British Library, Additional 15248 (1455-1460, slechts één miniatuur, wel de tekst)
- Parijs, BnF, Fr. 897 (1455-1460, slechts één miniatuur, wel de tekst)
- Den Haag, Koninklijke Bibliotheek, 76 E 7 – De Bijbel van Antoine de Groot-bastaard van Bourgondië (ca. 1465 slechts één miniatuur, wel de tekst)